# Cardiosace natalis
Cardiosace natalis là một loài bướm đêm trong họ Noctuidae.